# M/S Stjärnö
Ej att förväxla med Isbrytaren I (Stockholm), Isbrytaren I (Göteborg) och Isbrytaren (Norrköping).
M/S Stjärnö levererades 1925 från Eriksbergs Mekaniska Verkstad i Göteborg till Norrköpings hamn som Isbrytaren I. Hon köptes 1963 av Halmstads kommun i Norrköping och döptes om till Ran.
Hon såldes vidare till Husum 1967 och döptes om till Stjärnö. Från 1980-talet hade hon flera ägare, bland andra från 1991 i Landskrona och såldes 2007 av AB Svenska Ångtryck till Stjärnö Charter AB i Göteborg.
Stjärnö motoriserades på 1990-talet.